# Janain mualaqa
Janain mualaqa (arabisch جنائن معلقة, DMG Ǧanāʾin muʿallaqa; internationaler Titel: Hanging Gardens, dt.: „Hängende Gärten“) ist ein Spielfilm von Ahmed Yassin Al Daradji aus dem Jahr 2022, Produktion Huda Alkadhimi „Ishtar Iraq Film Production“. Das Drama stellt einen jungen arabischen Müllsammler in den Mittelpunkt, der eines Tages auf den titelgebenden Müllhalden Bagdads eine amerikanische Sexpuppe findet und mit nach Hause nimmt, mit ungeahnten Konsequenzen.
Die internationale Koproduktion zwischen dem Irak, Palästina, Saudi-Arabien, Ägypten und dem Vereinigten Königreich wurde am 9. September 2022 bei den Internationalen Filmfestspielen von Venedig uraufgeführt.

## Handlung
Bagdad in der Gegenwart: Der 12-jährige As’ad und der 28-jährige Taha verdienen sich ihren kargen Lebensunterhalt als Müllsammler in der irakischen Hauptstadt. Von der einheimischen Bevölkerung haben die stetig wachsenden Müllhalden den Spitznamen „Hängende Gärten“ erhalten. Eines Tages entdeckt As’ad bei seiner Suche eine amerikanische Sexpuppe. Ohne die Bedeutung seines Fundes genau ermessen zu können, nimmt er den Gegenstand mit nach Hause. Als As’ad die Puppe Taha als Schönheit präsentiert, wird er von diesem angegriffen. Taha weiß, wozu die Puppe genutzt wird und fürchtet, dass sein kleiner Bruder ihren Ruf ruiniert haben könnte. As’ad zieht sich daraufhin mit der Sexpuppe allein auf die Müllhalden zurück. Dort schafft er eine Art Ersatzzuhause für sich und die liebgewonnene Puppe. Als er Besuch vom zwei Jahre älteren Amir erhält, entdecken die beiden Freunde, dass die Puppe auch eine Sprachfunktion besitzt. Darauf bringen sie ihr die Sprache der Verführung auf Arabisch bei und setzten sie zur Arbeit ein. As’ads und Amirs Geschäft beginnt unter den Jugendlichen zu florieren. Aber sie ziehen mit ihrem Verhalten auch den Zorn des lokalen Patriarchen auf sich.
As’ad beginnt sich in der Folge darüber Gedanken zu machen, ob es rechtens ist, die Puppe so auszubeuten. Er will sie vor weiteren Erniedrigungen bewahren, doch die Puppe wird gestohlen. Daraufhin nehmen As’ad und Amir die Verfolgung des vermeintlichen Räubers auf. Beide Jungen werden aber vom Patriarchen entführt. Nur As’ad überlebt am Ende die ihnen auferlegten grausamen und demütigenden Strafen. Er findet sich mit den Entscheidungen ab, die er selbst getroffen hat.

## Veröffentlichung
Die Premiere von Janain mualaqa erfolgte am 9. September 2022 beim Filmfestival von Venedig, wo Al Daradjis Regiearbeit in die Sektion Orizzonti Extra eingeladen wurde.
Ein genauer Kinostart ist noch nicht bekannt.

## Auszeichnungen
Im Rahmen der Sektion Orizzonti Extra wurde Janain mualaqa beim Filmfestival von Venedig für den Publikumspreis nominiert, blieb aber unprämiert. Es erhielt aber in Venedig eine lobende Erwähnung bei der Vergabe des „Premio Fondazione Fai Persona Lavoro Ambiente“.
Noch in der Postproduktion wurde Janain mualaqa während des Workshops Final Cut in Venice beim Festival von Venedig 2021 mit dem gleichnamigen mit 5000 Euro dotierten Preis ausgezeichnet. Die Jury lobte das Werk für Thema sowie Figuren und betonte den Mut des Regisseurs, „ein so heikles und schwieriges Thema auf die Kinoleinwand zu bringen“.